# Серавале
Серавале (итал. Serravalle) је насеље и седиште истоимене општине у оквиру Републике Сан Марина, једне од најмањих у Европи.
Преко Серавалеа се одвија главни улаз у Сан Марино.

## Природни услови
Серавале се налази у северном делу Сан Марина и на 17 километара од првог већег града Риминија. Надморска висина средишта општине је 148 m.

## Становништво
Општина Серавале је по последњим проценама из 2010. године имала 10.392 ст. (најваћа општина у држави). Протеклих деценија број становника у општини расте.
Серавале се дели на осам села: Ка Рањи, Ћинкве Вије, Догана, Фалћијано, Лезињано, Понто Мелини, Роверета и Валђурата.